# Arman Ghasemi
Arman Ghasemi (tiếng Ba Tư: آرمان قاسمی; sinh ngày 12 tháng 8 năm 1989) là một hậu vệ bóng đá người Iran, hiện tại thi đấu cho Rah Ahan cho mượn từ Malavan ở Iran's Premier Football League.

## Sự nghiệp
Ghasemi gia nhập Gahar Zagros vào mùa hè năm 2012.

## Thống kê sự nghiệp câu lạc bộ
- Cập nhật gần đây nhất:  7 tháng 8 năm 2014

| Câu lạc bộ          | Hạng đấu            | Mùa giải            | Giải vô địch | Giải vô địch | Cúp Hazfi | Cúp Hazfi | Châu Á  | Châu Á    | Tổng    | Tổng      |
| Câu lạc bộ          | Hạng đấu            | Mùa giải            | Số trận      | Bàn thắng    | Số trận   | Bàn thắng | Số trận | Bàn thắng | Số trận | Bàn thắng |
| ------------------- | ------------------- | ------------------- | ------------ | ------------ | --------- | --------- | ------- | --------- | ------- | --------- |
| Paykan              | Pro League          | 2007–08             | 7            | 0            |           |           | –       | –         |         |           |
| Paykan              | Pro League          | 2008–09             | 5            | 0            |           |           | –       | –         |         |           |
| Paykan              | Pro League          | 2009–10             | 1            | 0            |           |           | –       | –         |         |           |
| Hamyari Arak        | Hạng đấu 1          | 2010–11             | 12           | 2            |           |           | –       | –         |         |           |
| Shahrdari Arak      | Hạng đấu 1          | 2011–12             | 7            | 0            |           |           | –       | –         |         |           |
| Nirouye Zamini      | Hạng đấu 1          | 2011–12             | 13           | 1            |           |           | –       | –         |         |           |
| Gahar Zagros        | Pro League          | 2012–13             | 32           | 2            | 0         | 0         | –       | –         | 32      | 2         |
| Giti Pasand         | Hạng đấu 1          | 2013–14             | 8            | 0            | 0         | 0         | –       | –         | 8       | 0         |
| Rah Ahan            | Pro League          | 2013–14             | 12           | 0            | 0         | 0         | –       | –         | 12      | 0         |
| Paykan              | Pro League          | 2014–15             | 21           | 0            | 0         | 0         | –       | –         | 21      | 0         |
| Paykan              | Hạng đấu 1          | 2015–16             | 13           | 0            | 0         | 0         | –       | –         | 13      | 0         |
| Tổng cộng sự nghiệp | Tổng cộng sự nghiệp | Tổng cộng sự nghiệp | 131          | 5            |           |           | 0       | 0         | 131     | 5         |